# Муне-Сюли
Жан-Сюли Муне (на френски: Jean-Sully Mounet), известен с артистичния си псевдоним Муне-Сюли (на френски: Mounet-Sully) е френски драматичен актьор. 

## Биография
Роден на 28 февруари 1841 г. в Бержерак, починал през 1916 г. в Париж.
На 21-годишна възраст постъпва в Парижката консерватория и печели първата си награда за изпълнение в трагична постановка. През 1868 година дебютира в театър „Одеон“, като не привлича особено зрителското внимание. Артистичната му кариера е прекъсната от Френско-Пруската война, когато той с жар се включва в редиците на войската, и дори почти се отказва от сценичната дейност, докато през 1872 година не получава покана да изпълни ролята на Орест в пиесата на Жан Расин „Андромаха“ на сцената на Комеди Франсез.
Вълнуващото сценично присъствие и глас, и страстта, с която Жан-Сюли Муне играе, правят впечатление и през 1874 година той е избран за sociétaire, т.е. постоянен член на трупата. С разнообразието от трагични и романтични роли, в които се превъплъщава, той става един от стожерите на Комеди Франсез.
Може би най-известната му роля е тази на Едип цар от версията на Жул Лакроа по пиесата на Софокъл. За първи път я играе през 1888 година в стария римски амфитеатър в Оранж. Други известни роли от репертоара на Муне-Сюли са Ахил от „Ифигения в Авлида“ на Расин, Хамлет, главните роли в пиесите на Виктор Юго „Ернани“ и „Ruy Blas“, както и Франсис I в „Кралят се забавлява“, и Дидие в „Марион Делорм“.
Муне-Сюли е удостоен с титлата Кавалер на Почетния легион през 1889 година. Освен изпълнител, е и автор на една пиеса, La Buveuse de l'armes, а през 1906 година съвместно с Пиер Барбие пише La Vieillesse de Don Juan в поетична форма.
Пред 1909-1910 година българската драматична артистка Милка Ламбрева учи актьорско майсторство при Муне-Сюли.